# South Ferry loops (metro de Nueva York)
South Ferry loops (bucles del South Ferry en español) es un par de estaciones subterráneas del Metro de Nueva York en South Ferry, Manhattan que han estado en desuso desde marzo de 2009. Las estaciones, la estación más al sur de Manhattan construida por la Interborough Rapid Transit Company, son dos plataformas laterales en una sección curvada formando los balloon loops; sin embargo, no había transferencias gratis ya que las transferencias se hacían solamente para cada línea. La configuración más reciente consiste en la línea de la Séptima Avenida-Broadway en el bucle exterior de la plataforma, y la línea de la Avenida Lexington en el bucle interior de la plataforma. Ambas estaciones individualmente se llaman South Ferry; el nombre "South Ferry loops" es usado para desmarcarlas de la próxima estación terminal, South Ferry, que es usada por el servicio 1 de la línea de la Séptima Avenida-Broadway.

## Bucle interior
La plataforma exterior es usada por los trenes de la Séptima Avenida y Broadway, pero fue originalmente construida para la línea de la Avenida Lexington. Cuando la línea de la Séptima Avenida y Broadway abrió en 1918, se empezó a usar la plataforma exterior, y la línea de la Avenida Lexington fue movida a una vía interna y una plataforma interna. Esta plataforma tiene una curva todavía mayor, y sólo las puertas centrales abrieron en South Ferry, con abertura especial de arqueado entre las paredes, plataformas y las vías localizadas en las puertas. 
Nunca hubo una transferencia gratis entre las plataformas. Las vías interiores ahora son usadas todo el tiempo para los trenes del servicio 5 excepto en las horas pico (cuando son extendido hacia Brooklyn) y media noche (cuando no operan del todo hacia Manhattan).

## En la cultura popular
La Curva de South Ferry jugó un importante rol en la película de The Taking of Pelham One Two Three.